# Neresheim
Neresheim település Németországban, azon belül Baden-Württembergben. Lakosainak száma 8049 fő (2023. december 31.).

## Népesség
A település népessége az elmúlt években az alábbi módon változott:
| Lakosok száma | 5798 | 6301 | 6624 | 6876 | 7081 | 8027 | 8233 | 8216 | 7906 | 8049 |
|               | 1961 | 1967 | 1974 | 1980 | 1987 | 1993 | 2000 | 2006 | 2013 | 2023 |